# Sivapithecus sivalensis
Sivapithecus sivalensis és un primat extint. Se n'han trobat restes fòssils a Kenya, Turquia, el Pakistan, l'Índia, el Nepal i la Xina.